# Valga–Pszkovi-vasútvonal
A Valga–Pszkovi-vasútvonal Észtország déli részén futó vasútvonal, amely Valga városát köti össze az Oroszországban fekvő Pszkov várossal. A vasútvonal 1520 mm-es nyomtávú, 96,5 km hosszú, nem villamosított vasútvonal. Üzemeltetője korábban az Eesti Raudtee és az Oroszországi Vasutak voltak, de 2009-től az EVR Infra működteti.

## Története
A vasútvonal a Riga–Pszkov-vasútvonal részeként épült meg 1886 és 1889 közt. Az utasforgalom előtt 1889. július 22-én nyílt meg. 1907-től itt közlekedtek a Varsó és Szentpétervár közt közlekedő vonatok, valamint 1998-ig erre közlekedtek a lett főváros és Szentpétervár közötti járatok is. Ma ezen járatok a Lettországban fekvő Rēzekne irányába közlekednek. A vasútvonal alacsony kihasználtsága miatt az utasforgalom 2001-ben megszűnt. 2001 óta csak teherforgalom van ezen a vasútvonalon.

## Fordítás
- Ez a szócikk részben vagy egészben  a   Bahnstrecke Valga–Petschory című német Wikipédia-szócikk ezen változatának fordításán alapul.  Az eredeti cikk szerkesztőit annak laptörténete sorolja fel. Ez a jelzés csupán a megfogalmazás eredetét és a szerzői jogokat jelzi, nem szolgál a cikkben szereplő információk forrásmegjelöléseként.